# Список номинантов и лауреатов премии «Золотая маска» 1997 года
«Золотая маска» — российская национальная театральная премия и фестиваль. «Золотая маска» была учреждена Союзом театральных деятелей России (СТД РФ) в 1993 году (в некоторых источниках назван 1994 год) по инициативе народного артиста СССР М. А. Ульянова (председатель СТД РФ в 1986—1996 годах) и при участии его заместителя В. Г. Урина и драматурга В. В. Павлова.

## Лауреаты и события фестиваля «Золотая маска» 1997 года
Фестиваль 1997 года проходил в Москве с 14 по 23 марта. В конкурсе участвовали двадцать пять спектаклей.

### Номинанты премии «Золотая маска» 1997 года
В состав экспертного совета для отбора номинантов вошли: Елена Алексеева (театральный критик), Екатерина Белова (балетный критик), Алексей Бартошевич (театральный критик), Лариса Барыкина (музыкальный критик), Вадим Гаевский (театральный критик), Ольга Гердт (балетный критик), Ольга Глазунова (зав. отделом детских театров СТД РФ), Ольга Егошина (театральный критик), Григорий Заславский (театральный критик), Виктор Калиш (театральный критик), Марина Нестьева (музыкальный критик), Наталия Полякова (зав. отделом муз. театров СТД РФ), Инна Соловьёва (театральный критик), Марина Тимашева (театральный критик), Елена Третьякова (театральный критик), Ирина Холмогорова (театральный критик).
Таблица номинантов составлена на основании официального опубликованного списка, с группировкой по спектаклям.
Легенда:
  — Спектакль номинирован в номинации «Лучший спектакль»

«–» — Этот аспект спектакля не номинирован
| Драма                                                            | Драма            | Драма                   | Драма                        | Драма                            | Драма                          |
| ---------------------------------------------------------------- | ---------------- | ----------------------- | ---------------------------- | -------------------------------- | ------------------------------ |
|                                                                  |                  |                         |                              |                                  |                                |
| Спектакль/номинации                                              | лучший спектакль | лучшая работа режиссёра | лучшая женская роль          | лучшая мужская роль              | лучшая работа художника        |
|                                                                  |                  |                         |                              |                                  |                                |
| «Женитьба» Театр на Покровке, Москва                             | –                | –                       | –                            | Игорь Костолевский (Подколесин)  | Олег Шейнцис                   |
| «Женщина в песках» Театр драмы, Омск                             | зелёная ✓        | Владимир Петров         | Араки Кадзухо (Женщина)      | Михаил Окунев (Мужчина)          | –                              |
| «Казнь декабристов» Театр юного зрителя, Москва                  | зелёная ✓        | Кама Гинкас             | –                            | –                                | –                              |
| «Карамазовы и ад» «Современник», Москва                          | –                | –                       | –                            | Евгений Миронов (Иван Карамазов) | –                              |
| «Ля бемоль» Театр юного зрителя, Екатеринбург                    | зелёная ✓        | Анатолий Праудин        | Светлана Замараева (Девочка) | –                                | Анатолий Шубин                 |
| «Много шума из ничего» Театр Российской армии, Москва            | –                | –                       | –                            | Дмитрий Назаров (Бенедикт)       | –                              |
| «Таня-Таня» Театр сатиры на Васильевском, Санкт-Петербург        | зелёная ✓        | –                       | –                            | Валерий Кухарешин (Охлобыстин)   | –                              |
| «Три сестры» Театр юного зрителя, Ростов-на-Дону                 | зелёная ✓        | Владимир Чигишев        | –                            | –                                | –                              |
| «Плач Иеремии» Театр «Школа драматического искусства», Москва    | зелёная ✓        | Анатолий Васильев       | –                            | –                                | Анатолий Васильев, Игорь Попов |
| «Пиковая дама» Театр имени Е. Вахтангова, Москва                 | зелёная ✓        | Пётр Фоменко            | Людмила Максакова (Графиня)  | –                                | –                              |
| «Хлестаков» Драматический театр им. К. С. Станиславского, Москва | –                | –                       | –                            | Максим Суханов (Хлестаков)       | –                              |

| Опера                                                                                      | Опера            | Опера                   | Опера                         | Опера                              | Опера                            | Опера                  | Опера                     |
| ------------------------------------------------------------------------------------------ | ---------------- | ----------------------- | ----------------------------- | ---------------------------------- | -------------------------------- | ---------------------- | ------------------------- |
|                                                                                            |                  |                         |                               |                                    |                                  |                        |                           |
| Спектакль/номинации                                                                        | лучший спектакль | лучшая работа режиссёра | лучшая женская роль           | лучшая мужская роль                | лучшая работа художника          | лучшая работа дирижёра | специальный приз жюри     |
|                                                                                            |                  |                         |                               |                                    |                                  |                        |                           |
| «Белая акация» Музыкальный театр, Омск                                                     | зелёная ✓        | Владимир Подгородинский | –                             | Игорь Балалаев (Яшка-Буксир)       | –                                | –                      | –                         |
| «Богема» Музыкальный театр имени К. С. Станиславского и Вл. И. Немировича-Данченко, Москва | зелёная ✓        | Александр Титель        | Ольга Гурякова (Мими)         | –                                  | Юрий Устинов                     | Вольф Горелик          | –                         |
| «Девичий переполох» Театр музыкальной комедии, Екатеринбург                                | зелёная ✓        | Кирилл Стрежнев         | –                             | Владимир Смолин (Скоморох Тимофей) | Игорь Нежный и Татьяна Тулубьева | –                      | –                         |
| «Золушка» Музыкальный экспериментальный театр, Екатеринбург                                | –                | –                       | Маргарита Мамсирова (Золушка) | –                                  | –                                | –                      | –                         |
| «Игрок» Мариинский театр, Санкт-Петербург                                                  | зелёная ✓        | Темур Чхеидзе           | –                             | Владимир Галузин (Алексей)         | –                                | Валерий Гергиев        | –                         |
| «Любовный напиток» Театр «Зазеркалье», Санкт-Петербург                                     | зелёная ✓        | Александров Петров      | Ольга Пчелинцева (Адина)      | Евгений Акимов (Неморино)          | –                                | Павел Бубельников      | Евгений Акимов (Неморино) |
| «Травиата» Большой театр, Москва                                                           | –                | –                       | –                             | Михаил Агафонов (Альфред)          | –                                | –                      | –                         |

| Балет | Балет            | Балет                                                      | Балет                            | Балет                                  | Балет |
| --- | ---------------- | ---------------------------------------------------------- | -------------------------------- | -------------------------------------- | ----- |
| |                  |                                                            |                                  |                                        |       |
| Спектакль/номинации                                                                                      | лучший спектакль | лучшая женская роль                                        | лучшая мужская роль              | лучшая работа балетмейстера/хореографа |       |
| |                  |                                                            |                                  |                                        |       |
| «Карамазовы» Театр балета Бориса Эйфмана, Санкт-Петербург                                                | зелёная ✓        | –                                                          | Игорь Марков (Алексей Карамазов) | Борис Эйфман                           |       |
| «Ромео и Джульетта» Балет Евгения Панфилова, Пермь                                                       | зелёная ✓        | –                                                          | Сергей Райник (Тибальд)          | Евгений Панфилов                       |       |
| «Симфония до мажор» Мариинский театр, Санкт-Петербург                                                    | зелёная ✓        | Диана Вишнёва (Allegro vivace) • Ульяна Лопаткина (Adagio) | –                                | –                                      |       |
| «Укрощение строптивой» Музыкальный театр имени К. С. Станиславского и Вл. И. Немировича-Данченко, Москва | –                | Татьяна Чернобровкина (Катарина)                           | Владимир Кириллов (Петруччо)     | –                                      |       |

| Куклы                                                                              | Куклы            | Куклы                   | Куклы                   | Куклы                | Куклы |
| ---------------------------------------------------------------------------------- | ---------------- | ----------------------- | ----------------------- | -------------------- | ----- |
|                                                                                    |                  |                         |                         |                      |       |
| Спектакль/номинации                                                                | лучший спектакль | лучшая работа режиссёра | лучшая работа художника | лучшая работа актёра |       |
|                                                                                    |                  |                         |                         |                      |       |
| «Картинки с выставки» Театр кукол, Екатеринбург                                    | зелёная ✓        | –                       | Андрей Ефимов           | –                    |       |
| «Гастроли Лиликанского Большого Королевского театра в России» Театр «Тень», Москва | зелёная ✓        | Илья Эпельбаум          | –                       | –                    |       |
| «Песня о Волге» Театр сатиры на Васильевском, Санкт-Петербург                      | зелёная ✓        | Резо Габриадзе          | –                       | Виктор Платонов      |       |

### Лауреаты премии «Золотая маска» 1997 года
В жюри 1997 года вошли — Георгий Тараторкин (актёр), Василий Бочкарёв (актёр), Святослав Бэлза (музыкальный критик), Юрий Веденеев (певец), Татьяна Голикова (балерина и педагог), Марина Дмитревская (театральный критик), Юрий Еремин (режиссёр), Валерий Кичин (искусствовед), Борис Львов-Анохин (режиссёр), Борис Любимов (театральный критик), Анна Некрылова (театральный критик), Александр Орлов (сценограф), Ольга Остроумова (актриса), Александр Свободин (театральный критик), Зураб Соткилава (певец), Сергей Тарамаев (актёр), Александр Феликстов (актёр), Наталья Чернова (музыкальный критик), Константин Щербаков (зам. мин. культуры РФ), Марк Эрмлер (дирижёр).
Церемония награждения прошла 24 марта 1997 года в Вахтанговском театре. Идеей церемонии, осуществлённой по замыслу режиссёра Владимира Мирзоева, стали «похороны театра в XX веке». Ведущие Юлия Рутберг и Сергей Маковецкий были одеты в костюмы могильщиков, Оксана Мысина произносила монологи от имени призрака Алисы Коонен. «Все было очень деконструктивно. Публика визжала от гнева…», «Ближе к финалу галерка начала свистеть и выкрикивать неприличности…» — так вспоминают эту церемонию некоторые издания.
Александр Калягин (председатель СТД РФ с 1996 года) признал в интервью газете «Известия» провал финальной церемонии 1997 года, но не согласился с критиками, по его мнению, зря поднявшими шум из-за получения главной премии Омским театром, и пообещал более тщательно подходить к организации следующих «Золотых масок».
В 2006 году издание Новая газета опубликовало мнение Эдуарда Боякова (возглавлял дирекцию фестиваля с 1996 по 2005 год): «Чем больше проходит времени, тем больше понятно, что это была лучшая церемония. Её помнят все».
Таблица лауреатов составлена на основании официального опубликованного списка награждённых.
Легенда:
 — Премия не присуждалась
| Премия                                                           | Номинация                                             | Победитель                        | Произведение (роль)                                           | Театр (учреждение)                                                                |
| ---------------------------------------------------------------- | ----------------------------------------------------- | --------------------------------- | ------------------------------------------------------------- | --------------------------------------------------------------------------------- |
|                                                                  |                                                       |                                   |                                                               |                                                                                   |
| Драма                                                            | Лучший спектакль                                      | «Плач Иеремии»                    | «Плач Иеремии»                                                | Школа драматического искусства, Москва                                            |
| Драма                                                            | Лучшая работа режиссёра                               | Владимир Петров                   | «Женщина в песках»                                            | Омский академический театр драмы, Омск                                            |
| Драма                                                            | Лучшая работа художника                               | Анатолий Васильев, Игорь Попов    | «Плач Иеремии»                                                | Школа драматического искусства, Москва                                            |
| Драма                                                            | Лучшая женская роль                                   | Араки Кадзухо                     | «Женщина в песках» (Женщина)                                  | Омский академический театр драмы, Омск                                            |
| Драма                                                            | Лучшая мужская роль                                   | Михаил Окунев                     | «Женщина в песках» (Мужчина)                                  | Омский академический театр драмы, Омск                                            |
|                                                                  |                                                       |                                   |                                                               |                                                                                   |
| Опера                                                            | Лучший спектакль                                      | «Игрок»                           | «Игрок»                                                       | «Мариинский театр», Санкт-Петербург                                               |
| Опера                                                            | Лучшая работа режиссёра                               | Александр Титель                  | «Богема»                                                      | Музыкальный театр имени К. С. Станиславского и Вл. И. Немировича-Данченко, Москва |
| Опера                                                            | Лучшая работа дирижёра                                | Валерий Гергиев                   | «Игрок»                                                       | Мариинский театр, Санкт-Петербург                                                 |
| Опера                                                            | Лучшая женская роль                                   | Ольга Гурякова                    | «Богема» (Мими)                                               | Музыкальный театр имени К. С. Станиславского и Вл. И. Немировича-Данченко, Москва |
| Опера                                                            | Лучшая мужская роль                                   | Владимир Галузин                  | «Игрок» (Алексей)                                             | Мариинский театр, Санкт-Петербург                                                 |
|                                                                  |                                                       |                                   |                                                               |                                                                                   |
| Балет                                                            | Лучший спектакль балета                               | «Симфония до мажор»               | «Симфония до мажор»                                           | Мариинский театр, Санкт-Петербург                                                 |
| Балет                                                            | Лучшая работа постановщика (балетмейстера/хореографа) | N [ 14 ]                          | N [ 14 ]                                                      | N [ 14 ]                                                                          |
| Балет                                                            | Лучшая женская роль                                   | Ульяна Лопаткина                  | «Симфония до мажор» (Adagio)                                  | Мариинский театр, Санкт-Петербург                                                 |
| Балет                                                            | Лучшая мужская роль                                   | Игорь Марков                      | «Карамазовы» (Алексей Карамазов)                              | Театр балета Бориса Эйфмана, Санкт-Петербург                                      |
|                                                                  |                                                       |                                   |                                                               |                                                                                   |
| Куклы                                                            | Лучший спектакль                                      | «Песня о Волге»                   | «Песня о Волге»                                               | Театр сатиры на Васильевском, Санкт-Петербург                                     |
| Куклы                                                            | Лучшая работа режиссёра                               | Илья Эпельбаум                    | «Гастроли Лиликанского Большого Королевского театра в России» | «Тень», Москва                                                                    |
| Куклы                                                            | Лучшая работа художника                               | Андрей Ефимов                     | «Картинки с выставки»                                         | Театр кукол, Екатеринбург                                                         |
| Куклы                                                            | Лучшая актёрская работа                               | Виктор Платонов                   | «Песня о Волге»                                               | Театр сатиры на Васильевском, Санкт-Петербург                                     |
|                                                                  |                                                       |                                   |                                                               |                                                                                   |
| Из номинантов на звание «Лучший спектакль» — музыкальных театров | Лучшая работа художника в музыкальном театре          | Игорь Нежный, Татьяна Тулубьева   | «Девичий переполох»                                           | Театр музыкальной комедии, Екатеринбург                                           |
|                                                                  |                                                       |                                   |                                                               |                                                                                   |
| Специальные премии                                               |                                                       |                                   |                                                               |                                                                                   |
|                                                                  |                                                       |                                   |                                                               |                                                                                   |
| Специальный приз жюри                                            | За исполнение роли                                    | Евгений Акимов                    | «Любовный напиток» (Неморино)                                 | Театр «Зазеркалье», Санкт-Петербург                                               |
|                                                                  |                                                       |                                   |                                                               |                                                                                   |
| За честь и достоинство                                           | Елена Псарева • Александр Володин                     | Елена Псарева • Александр Володин | Елена Псарева • Александр Володин                             | Елена Псарева • Александр Володин                                                 |